# Francesco Bianchi-Ferrari
Francesco Bianchi-Ferrari, född omkring  1460 i Ferrara, död 1510, italiensk målare under renässansen, troligtvis lärare till Correggio.
Bianchi-Ferrari var verksam i Modena. Hans främsta arbete är altaret i San Pietro i Modena.